# Saison 5 de Monk
Chronologie
Saison 4 Saison 6
Cette page présente les épisodes de la cinquième saison de la série télévisée Monk.

## Distribution

### Acteurs principaux
- Tony Shalhoub (VF : Michel Papineschi) : Adrian Monk
- Traylor Howard (VF : Valérie Nosrée) : Natalie Teeger
- Ted Levine (VF : Érik Colin) : capitaine  Leland Stottlemeyer
- Jason Gray-Stanford (VF : Alexis Victor) : lieutenant  Randy Disher

### Acteurs récurrents
- Stanley Kamel (VF : Julien Thomast) : Dr Charles Kroger
- Emmy Clarke (VF : Kelly Marot) : Julie Teeger
- Sharon Lawrence (VF : Pascale Vital) : Linda Fusco
- Tim Bagley (VF : Christian Visine) : Harold Krenshaw
- Dan Hedaya (VF : Michel Modo) : Jack Monk

## Épisodes

### Épisode 1:Monk et son double
- États-Unis : 7 juillet 2006

- Michael Earl Reid (Orlov)
- Lara Black (jeune femme)
- Stanley Tucci (David Ruskin)
- Margot Boecker (policière)
- Peter Weller (acteur qui joue Stottlemeyer)
- Andrea Bogart (acteur qui joue Disher)
- Carrie Chason (actrice qui joue Natalie)
- Rob Swanson (sergent Desk)
- Tom Ohmer (sergent Lyman)
- David Mersault (réalisateur)
- Angel Oquendo (homme du garage)
- Greg Grunberg (Jack Leverett)
- Susan Ward (Michelle Cullman).

### Épisode 2:Monk sous les ordures
- États-Unis : 14 juillet 2006

- Michael Shamus Wiles (Jimmy Cusack)
- Chi McBride (Ray Nicholson)
- David DeLuise (Larry Cutler)
- Darlene Kegan (Reporteur)
- Suzanne Rico (reporteur)
- Dave Bushnell (guide)
- Kai Soremekun (assistante du maire)
- Robert Blanche (Union Vice President)
- Lonnie Colon (Ronnie)
- Tony Longo (Fonctionnaire)
- Jayden Lund (Morris)
- Silas Weir Mitchell (Drugstore Manager)
- Alice Cooper (lui-même)
- Frank Clem (Ron Neely).

### Épisode 3:Monk marque un point
- États-Unis : 21 juillet 2006

- Samantha Smith (Lynn Hayden)
- Jane Hajduk (Mère attirante)
- Esteban Powell (Aaron Hayden)
- Jazz Raycole (Kimberly)
- Molly McCook (Emily J.)
- Hayley Chase (Emily C.)
- Judith Scott (Principal Franklin)
- Jim O'Heir (Ranger)
- Jennifer Lawrence (Mascotte).

### Épisode 4:Monk à tâtons
- États-Unis : 28 juillet 2006

- Shana Stein (Shana)
- Lauren Mary Kim (Stefanie Preston)
- Ron Roggé (Welder)
- Eddie Goines (pompier)
- Christopher Hoffman (détective)
- Rocky McMurray (capitaine Stockton)
- Jim Piddock (Jake Colbert)
- Art Evans (Rusty)
- Drew Powell (Eddie Murdoch)
- Sandra Nelson (Dr Jackman)
- Jamie Kaler (Peter Breen).

### Épisode 5:Monk à son compte
- États-Unis : 4 août 2006

- Graham Beckel (capitaine Bill Gibbard)
- Jay Bingham (Coast Guard Officer)
- Mark Teich (Manager)
- Odette Yustman (Courtney)
- Fred Weller (Jay Bennett)
- Sharon Lawrence (Linda Fusco)
- Francesca Vannucci (Anna Pollard)
- Kiernan Shipka (petite fille).

### Épisode 6:Monk, 25 ans après
- États-Unis : 11 août 2006

- Milda Dacys (Juliette)
- Luiggi Debiasse (Monk jeune)
- Cutter Garcia (policier)
- Lindy Newton (Trudy jeune)
- Alex Cohen (livreur)
- Reginald VelJohnson (Todd)
- Brian McNamara (Kyle Brooks)
- Franc Ross (Docteur)
- Nicola Hersh (Mme Rutherford)
- Cynthia Stevenson (Dianne Brooks)
- Rafael Kalichstein (Bartender)
- Dee Baldus (Gertrude)
- Glenda Morgan Brown (femme de l'ancien élève)
- Joshua Alba (Invité)
- Charles Laulette (mari d'une ancienne élève)
- Oliver Macready (Drew Cooney)
- Charles Chun (Simon)
- John Furey (Dennis)
- Julie Sanford (femme à la table)
- Kyle Kulish (ancien élève n°2)
- Loanne Bishop (ancienne élève oratrice)
- Stewart Skelton (ancien élève n°1).

### Épisode 7:Monk change de psy
- États-Unis : 18 août 2006

- Lisa Dempsey (Teresa)
- Sara Sanderson (réceptionniste)
- Kiernan Shipka (Girl Customer)
- Kathleen Mary Carthy (CSI Tech)
- Stacey Hinnen (Buck)
- Gordon Clapp (Francis Merrigan)
- Kevin Fry (Joseph Wheeler)
- Cody McMains (Troy Kroger)
- Juliana Donald (Madeline Kroger)
- Tim Bagley (Harold Krenshaw)
- Rick Curry (Dr Jonas Sorenson)
- Pedro Barreira (Clark)
- Chris Krauser (Tech).

### Épisode 8:Monk est Rock 'n' Roll
- États-Unis : 25 août 2006
- France : 8 juillet 2007 sur TF1
- Musique : The bands Munkafest, Novillero, and Trusty appear as themselves.

- Tamara Feldman (Kendra Frank)
- Brad Hunt (Kris Kedder)
- Hal Havins (homme de maintenance)
- Kristen Caldwell (Bratty Girl)
- James Logan (Roadie)
- Tanya Sinovec (fille en bikini)
- Cameron Carter (Guy Freak)
- Kathryn Melton (médecin)
- Jeff Bell (volontaire de la Croix rouge)
- Terry Fradet (Stork)
- Jon Kyle Hansen (Jared Stottlemeyer)
- Craig Figueiredo (officier de sécurité)
- Nathalie Walker (Annoyed Girl in Line)
- Benita Marti (Annie)
- Cameron Bunce (Guy Freak)

### Épisode 9:Monk prend la route
- États-Unis : 17 novembre 2006
- France : 15 juillet 2007 sur TF1

- Dan Hedaya (Jack Monk)
- Brian Kerwin (Ben Glazer)
- Tom Everett (Kenneth Woods)
- Christie Lynn Smith (Valarie)
- Paul Townsend (Other Prisoner)
- Matt Eyde (Prison Guard)
- Deborah Geffner (Nun)
- Jenna Seitz (Choking Orphan)
- Catherine Bach (Sara Jo)
- Sara DeBerry (Fourth Orphan)
- Drew Matthews (Third Orphan)
- Rachel Rogers (First Orphan)
- Joe Holt (Midland Detective)
- Alex Morris (Red)
- Larry Udy (Bo)
- Bryce Robinson (Excited Orphan)
- Svetlana Efremova (Nurse)
- Elena Goodman (Reporter)
- Susanna Harter (Jaynette Williams).

### Épisode 10:Monk et le lépreux
- États-Unis : 22 décembre 2006

- Stephen Bogardus (Derek Bronson)
- Sarah Brown (Mandy Bronson)
- Paul Blackthorne (Dr Polanski)
- Lawrence O'Donnell (juge Lawrence Barr)
- Geoffrey Wade (avocat de Mandy)
- Anne Gee Byrd (Mme Kennedy)
- Katie Ward (réceptionniste)
- Timothy Davis-Reed (avocat du neveu)

### Épisode 11:Monk a un ami
- États-Unis : 19 janvier 2007

- Andy Richter (Hal Tucker)
- David Eigenberg (Tim Hayden)
- Stephanie Erb (Gail Segalis)
- Richmond Arquette (Lawson)
- Dan Arnold (Détective Kramer)
- Dan McNeill (Homme à la figure peinte)
- Al Rondon (Heavyset Man)
- Tom Yi (Michael Kin)
- George Ketsios (Vendeur de Bretzel)
- Jon Crowley (Fan)
- Erin Kolpek (Chaland)
- Marco Ragozzino (Jake).

### Épisode 12:Monk à votre service
- États-Unis : 26 janvier 2007

- Sean Astin (Paul Buchanan)
- Michael Cavanaugh (Bobby Davenport)
- Holland Taylor (Peggy Davenport)
- David St. James (Stilson the Butler)
- Kiyoko Yamaguchi (Merva the Maid)
- Sean Donnellan (Burly Mechanic)
- Gayle Sherman (Stepmother)
- Ashley Johnson (Susie, la domestique)
- Vanessa Branch (Mrs. Murphy)
- Karron Graves (Monica Buchanan)
- Sarah Jaye (Clara Buchanan)
- Warren Burton (Roger)
- John Berg (Alfred)
- Judi Barton (Sylvia)
- Leigh Rose (Mabel).

### Épisode 13:Monk fait des blagues
- États-Unis : 2 février 2007

- Melora Hardin (Trudy Monk)
- Jarrad Paul (Kevin Dorfman)
- Steven Weber (Max Hudson)
- Kevin Farley (JJ the Joke Machine)
- Danny Woodburn (Willie)
- Heather Tom (Linda Riggs)
- Matt D’Elia (Engineer)
- Angela Little (actrice)
- Carl J. Johnson (Neighbor)
- Stephon Fuller (Gas Man)
- Craig Patton (Rent-A-Cop)
- Denver Dowridge (Young Fan)
- Sam Gregory (Monk jeune)
- Steven Pallares (Ambrose jeune).

### Épisode 14:Monk à la ferme
- États-Unis : 9 février 2007

- Brooke Adams (shérif Margie Butterfield)
- James Gammon (Oates)
- Ricardo Chavira (Jimmy Belmont)
- Jack Kehler (Harvey Disher)
- Joaquin Garrido (Raul)
- Ken Barnett (Hatcher)
- Roger V. Burton (Veille Homme)
- Jane Galloway Heitz (femme)
- Armondo Cosio (Conducteur Bus)
- Henry Grissett Jr. (Square Dance Caller)
- Rudy Moreno (Second Farmhand)
- Dan Arnold (Policier)
- Pattie Tierce (Lady)
- Ellis Kirk (Sullen Townie)
- Art Bonilla (Third Farmhand).

### Épisode 15:Monk et les hommes en noir
- États-Unis : 23 février 2007
- France : 21 octobre 2007 sur TF1

- Chris Williams (Agent Thorpe)
- Peter James Smith (Agent Keao)
- Andrew Rothenberg (Médecin Légiste)
- Ivar Brogger (Fonctionnaire de police)
- Lovake Heyer (Cyrus)
- Brian Silverman (agent)
- Andrew Elvis Miller (agent)
- Stephen Sowan (enfant)
- Kevin Quigley (Dr Leven)
- Kincaid Walker (Jean Garnett).

### Épisode 16:Monk aux urgences
- États-Unis : 2 mars 2007
- France : 28 octobre 2007 sur TF1

- Dan Butler (Dr David Scott)
- Charles Durning (Hank Johansen)
- Svetlana Efremova (infirmière Ullman)
- Sara Van Horn (infirmière de nuit)
- Angela Hughes (infirmière Brady)
- Jan Munroe (Dr Whitcomb)
- McKenna Jones (infirmière Becky)
- Rich Hutchman (Cardiologue)
- Liza Lapira (Dr Souter)
- David Lee (interne)
- Molly Baker (interne Eva)
- David Andriole (Alex)
- Kathleen M. Darcy (infirmière)
- Vincent Fenequito (M. Lam)
- Nick Toth (directeur hôpital)
- Deirdre Smith (infirmière)
- Jon Perkins (technicien de la police scientifique)
- Sirri Murad (homme aveugle)
- Sy Richardson (concierge)
- Janie Haddad (serveuse)
- Michael London (mari)
- Pamela Kosh (veille femme)
- Nikki Magnusson (infirmière).